# Flabellum messum
Espèce
Statut CITES
Flabellum messum est une espèce de coraux appartenant à la famille des Flabellidae.